# Răzvan Cotovelea
Alexandru-Răzvan Cotovelea (ur. 3 lipca 1973) – rumuński urzędnik państwowy i nauczyciel akademicki, z wykształcenia inżynier, w 2014 minister komunikacji i społeczeństwa informacyjnego.

## Życiorys
W 1997 ukończył studia na wydziale informatyki i elektrotechniki Uniwersytetu Politechnicznego w Bukareszcie, w 1999 uzyskał tam magisterium z zarządzania i energetyki. Kształcił się na kursach z zakresu ekonomii, europeistyki i administracji m.in. w Kolegium Europejskim w Brugii. W latach 2005–2012 odbywał studia doktoranckie z nauk politycznych na Școala Națională de Științe Politice și Administrative. Od 1997 do 2004 pracował w jednostkach podległych ministerstwom spraw zajmujących się funduszami przedakcesyjnymi i akcesyjnymi oraz programem Phare. Był później dyrektorem generalnym ACIS, urzędu zajmującego się koordynacją instrumentów strukturalnych. Od września 2011 do grudnia 2012 zajmował też stanowisko sekretarza stanu w resorcie spraw europejskich.
W marcu 2014 został ministrem komunikacji i społeczeństwa informacyjnego w trzecim rządzie Victora Ponty. Zakończył pełnienie tej funkcji wraz z całym gabinetem w grudniu tegoż roku. Został wykładowcą w SNSPA w Bukareszcie. Podjął też działalność polityczną w ramach ugrupowania PRO Rumunia.

## Odznaczenia
W 2005 odznaczony Orderem Narodowym Zasługi V klasy.